# Crobylophora byssinodes
Crobylophora byssinodes är en fjärilsart som beskrevs av Edward Meyrick 1914.
Crobylophora byssinodes ingår i släktet Crobylophora och familjen rullvingemalar. Inga underarter finns listade i Catalogue of Life.